# Johan Egerkrans
Johan Olov Egerkrans, född 22 mars 1978 i Lidingö församling, är en svensk illustratör och författare. Johan bor på Södermalm i Stockholm och illustrerar både sina egna och andras böcker. Med en bakgrund inom dataspels- och rollspelsvärlden har han en stor fascination för myter, vidunder och det övernaturliga, men även för dinosaurier och andra urtidsdjur. Han debuterade 2005 med boken Taggtråds-Tim och har sedan dess illustrerat över hundra böcker. 2013 gavs Nordiska väsen ut, som blev Johans stora genombrott och debut som författare. Praktverket följdes sedan upp av Nordiska gudar (2016), De odöda (2018) samt Drakar (2021) och idag är Johan en av Sveriges ledande illustratörer.

### Text och illustrationer
- Nordiska Väsen. 2013. Illustrationer och texter av Johan Egerkrans. [5] B. Wahlströms
- Första Monsterboken. 2014. Illustrationer och texter av Johan Egerkrans. [6] B. Wahlströms bokförlag
- Första Dinosaurieboken. 2015. Illustrationer och texter av Johan Egerkrans. [7] B. Wahlströms bokförlag
- Första Odjursboken. 2016. Illustrationer och texter av Johan Egerkrans. [8] B. Wahlströms bokförlag
- Nordiska Gudar. 2016. Illustrationer och texter av Johan Egerkrans. [9] B. Wahlströms bokförlag
- Alla tiders dinosaurier. 2017.[10] B. Wahlströms bokförlag
- Flygödlor och havsmonster. 2017. B. Wahlströms bokförlag
- De odöda. 2018.[11] B. Wahlströms bokförlag
- T-rex och andra tyrannosaurier. 2019. B. Wahlströms bokförlag
- Triceratops och andra horndinosaurier. 2020. B. Wahlströms bokförlag
- Drakar. 2021.[12] B. Wahlströms bokförlag

### Illustrationer
- Taggtråds-Tim. 2005. Av Stefan Ljungqvist (text) och Johan Egerkrans (illustrationer)
- Du vet att du är svensk... 2006. Av Mattias Boström, Fredrik Månsson, Christopher Overton och Johan Egerkrans (illustrationer).
- Monsterflickan. 2006. Av Stefan Ljungqvist.
- Du vet att du är man... 2007. Av Mattias Boström, Fredrik Månsson, Christopher Overton och Johan Egerkrans (illustrationer).
- Lille Atlas. 2007. Av Stefan Ljungqvist (text) och Johan Egerkrans (illustrationer)
- Max i djurparken. 2012. Av Mari Kjetun (text) och Johan Egerkrans (illustrationer).
- Max i Afrika. 2013. Av Mari Kjetun (text) och Johan Egerkrans (illustrationer).Rabén & Sjögren
- Demondeckarna 1 – Skuggor över Svavelköping. 2014. Av Johan Sjöberg Johan Egerkrans (illustrationer).  B. Wahlströms bokförlag
- Demondeckarna 2 – Ormhäxans förbannelse. 2015. Av Johan Sjöberg Johan Egerkrans (illustrationer). B. Wahlströms bokförlag
- Demondeckarna 3 – Hotet från underjorden. 2016. Av Johan Sjöberg Johan Egerkrans (illustrationer). B. Wahlströms bokförlag

Rollspel
- Drakar och demoner (2016[13]) - Illustratör i den omarbetade versionen av det klassiska rollspelet Drakar och Demoner. Utgivet av Riotminds 2016.
- Nordiska väsen (2020[14]) - Ett skräckrollspel som utspelar sig i ett mytiskt norden. Utgivet av Fria Ligan på både svenska och engelska.

Podd
- Mytologier. 2020. Spotify studios

## Priser och utmärkelser
- 2021 Elsa Beskow-plaketten för hans samlade produktion[15]